# Adam Almqvist
Adam John Almqvist (auch Adam Almquist; * 27. Februar 1991 in Jönköping) ist ein schwedischer Eishockeyspieler, der zuletzt bis zum Ende der Saison 2024/25 bei den Kölner Haien aus der Deutschen Eishockey Liga (DEL) unter Vertrag gestanden und dort auf der Position des Verteidigers gespielt hat. Zuvor war Almqvist hauptsächlich in der heimischen Svenska Hockeyligan (SHL) und Kontinentalen Hockey-Liga (KHL) aktiv. Darüber hinaus bestritt er 166 Partien für die Grand Rapids Griffins in der American Hockey League (AHL), mit denen er im Jahr 2013 den Calder Cup gewann.

## Karriere
Adam Almqvist begann seine Karriere in den Nachwuchsmannschaften von HV71 und zeigte bereits als 16-Jähriger seine Fähigkeiten als Offensiv-Verteidiger in der schwedischen J18 Elit, was ihm in derselben Saison auch Einsatzzeiten bei den U20-Junioren in der J20 SuperElit verschaffte. Zudem spielte er 2008 für seine schwedische Heimatprovinz Småland beim nationalen Turnier TV-Pucken, gewann die Meisterschaft und war bester Vorlagengeber unter den Verteidigern. In der Saison 2008/09 war er Stammspieler der U20-Mannschaft von HV71 und punktbester Verteidiger der J20 SuperElit. Sowohl die Vor- als auch die Hauptrunde schloss die Mannschaft auf dem zweiten Rang ab. In den Playoffs gelang der Einzug ins Finale der schwedischen U20-Juniorenmeisterschaft, in der das Team Brynäs IF nach zwei Spielen unterlag. Trotz guter Leistungen bei den Junioren wurde Almqvist allerdings nicht vom schwedischen Eishockeyverband für die U18-Junioren-Weltmeisterschaft 2009 nominiert, da er bei internationalen Turnieren während der Saison nicht überzeugte.

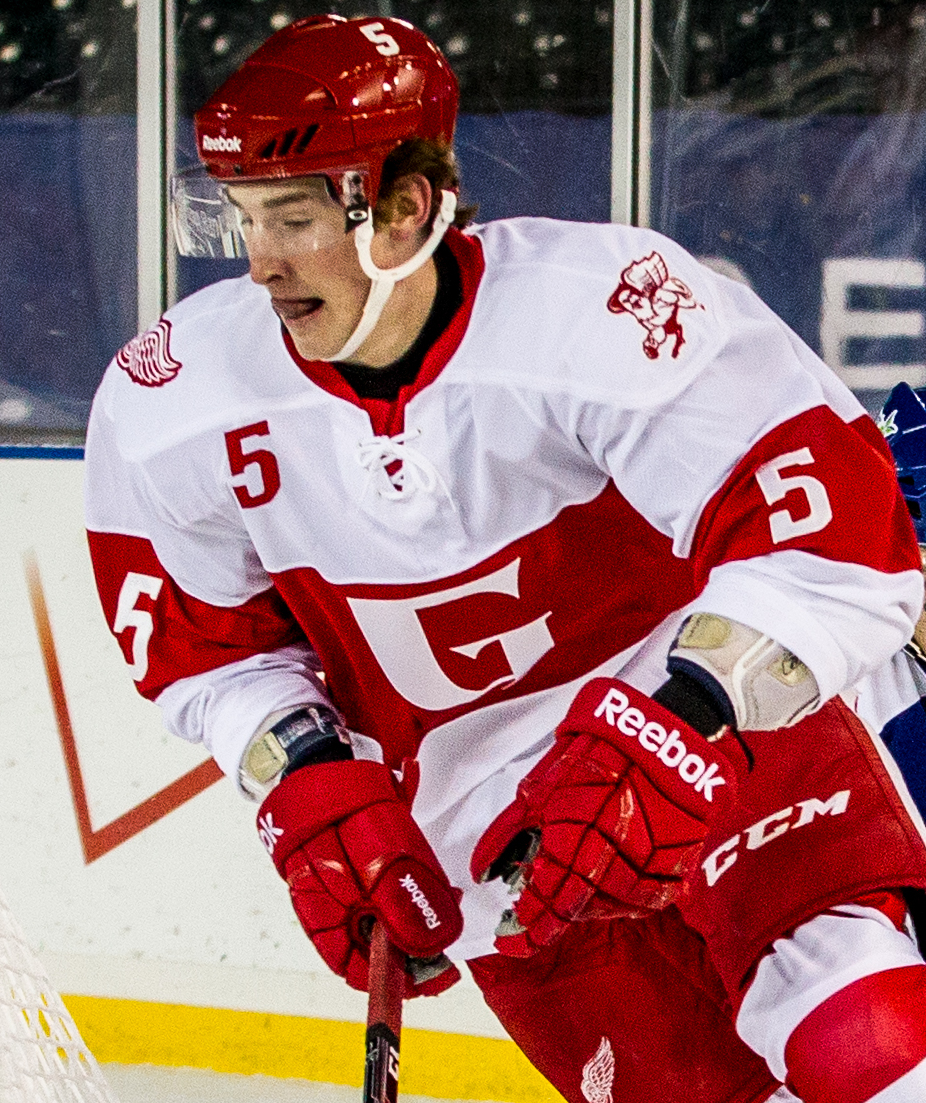
Almqvist im Trikot der Grand Rapids Griffins (2013)

Einige Monate später wurde Almqvist von den Detroit Red Wings aus der National Hockey League (NHL) im NHL Entry Draft 2009 in der siebten Runde an der 210. Position – und somit als vorletzter Spieler – ausgewählt. In der Folge nahm er im Herbst 2009 am Trainingslager der Red Wings teil, kehrte aber nach Schweden zurück, wo er vorerst bei den U20-Junioren von HV71 weiterspielte. Dort zeigte er relativ schnell, dass er sich deutlich weiterentwickelt hatte. In 15 Spielen schoss er fünf Tore und bereitete 29 Treffer vor und war über einen längeren Zeitraum Topscorer der Liga. Aufgrund der Leistungssteigerung wurde er in die Profimannschaft berufen und gab im November 2009 sein Debüt in der Elitserien, wo er während der Saison 2009/10 in einer Reihe mit dem ehemaligen NHL-Spieler Janne Niinimaa auf dem Eis stand.
Im Mai 2011 unterzeichnete Almqvist einen dreijährigen Einstiegsvertrag bei den Detroit Red Wings, die ihn für die Saison 2011/12 vorerst leihweise bei HV71 parkten. Sein Debüt in der American Hockey League (AHL) für deren Farmteam, die Grand Rapids Griffins, gab der Verteidiger Ende März 2012 im Heimspiel gegen die Charlotte Checkers. Im November 2013 gab Almqvist sein Debüt in der NHL und bestritt insgesamt zwei Einsätze, in denen er ein Tor erzielte. Parallel kam er weiterhin hauptsächlich für die Griffins, mit denen er im Frühjahr 2013 den Calder Cup gewonnen hatte, zum Einsatz und schloss die Saison 2013/14 als zweitbester Scorer seiner Mannschaft ab. Mit 49 Assists war Almqvist zudem drittbester Vorlagengeber der Liga und erfolgreichster Verteidiger in dieser Kategorie. Nach Ende der Saison wurde er für seine Leistungen mit der Wahl ins AHL Second All-Star Team ausgezeichnet.
Nachdem sein Dreijahresvertrag ausgelaufen war, entschied sich Almqvist für einen Wechsel in die Kontinentale Hockey-Liga (KHL) und schloss sich Sewerstal Tscherepowez an. Dort konnte er sich allerdings nicht etablieren und kehrte zur folgenden Spielzeit zum HV71 nach Schweden zurück. Dort lief er zunächst bis zum Ende der Saison 2016/17 auf und feierte im Frühjahr 2017 den Gewinn seines zweiten schwedischen Meistertitels, ehe er zum Ligakonkurrenten Frölunda HC wechselte. Für die Saison 2018/19 erfolgte ein Engagement beim SC Bern, mit dem er die Schweizer Meisterschaft gewann. Zur folgenden Spielzeit wurde der Schwede vom KHL-Teilnehmer Admiral Wladiwostok mit einem Einjahresvertrag ausgestattet. Anschließend wechselte er im Juli 2020 innerhalb der Liga zum belarussischen Hauptstadtklub HK Dinamo Minsk. Nachdem er dort zwei Spielzeiten verbracht hatte und in beiden Jahren mit dem Team den belarussischen Pokalwettbewerb gewonnen hatte, wechselte er im September 2022 innerhalb der Liga zum HK Traktor Tscheljabinsk. Bereits nach drei Monaten verließ er den Klub jedoch und wechselte zurück in die Schweiz zum EV Zug, wo der Schwede die Saison 2022/23 beendete.
Zum Spieljahr 2023/24 wechselte Almqvist für eine Saison zum amtierenden Deutschen Meister EHC Red Bull München aus der Deutschen Eishockey Liga (DEL). Im August 2024 fand der Schwede für die Saison 2024/25 in den Kölner Haien einen neuen Arbeitgeber in der DEL.

### International
Nachdem Almqvist bereits im Juniorenbereich zwischen den Altersklassen U16 und U20 für die Auswahlmannschaften des schwedischen Eishockeyverbandes zum Einsatz gekommen war und beim Ivan Hlinka Memorial Tournament 2008 die Bronzemedaille gewonnen hatte, gab der Verteidiger im Verlauf der Saison 2017/18 sein Debüt in der schwedischen Nationalmannschaft. Unter anderem spielte er im Rahmen der Euro Hockey Tour für die Tre Kronor. Zu weiteren Einsätzen auf der Euro Hockey Tour kam Almqvist während der Spielzeit 2021/22.

## Erfolge und Auszeichnungen
| - 2008 Meister beim TV-Pucken-Turnier mit der Provinz Småland - 2009 Schwedischer U20-Junioren-Vizemeister mit dem HV71 - 2010 Schwedischer Meister mit dem HV71 - 2011 Beste Plus/Minus-Bilanz der Elitserien - 2013 Calder-Cup-Gewinn mit den Grand Rapids Griffins - 2014 AHL Second All-Star Team | - 2017 Schwedischer Meister mit dem HV71 - 2019 Schweizer Meister mit dem SC Bern - 2020 Teilnahme am KHL All-Star Game - 2020 Belarussischer Pokalsieger mit dem HK Dinamo Minsk - 2021 Belarussischer Pokalsieger mit dem HK Dinamo Minsk - 2024 Deutscher Vizemeister mit den Kölner Haien |

### International
- 2008 Bronzemedaille beim Ivan Hlinka Memorial Tournament

## Karrierestatistik

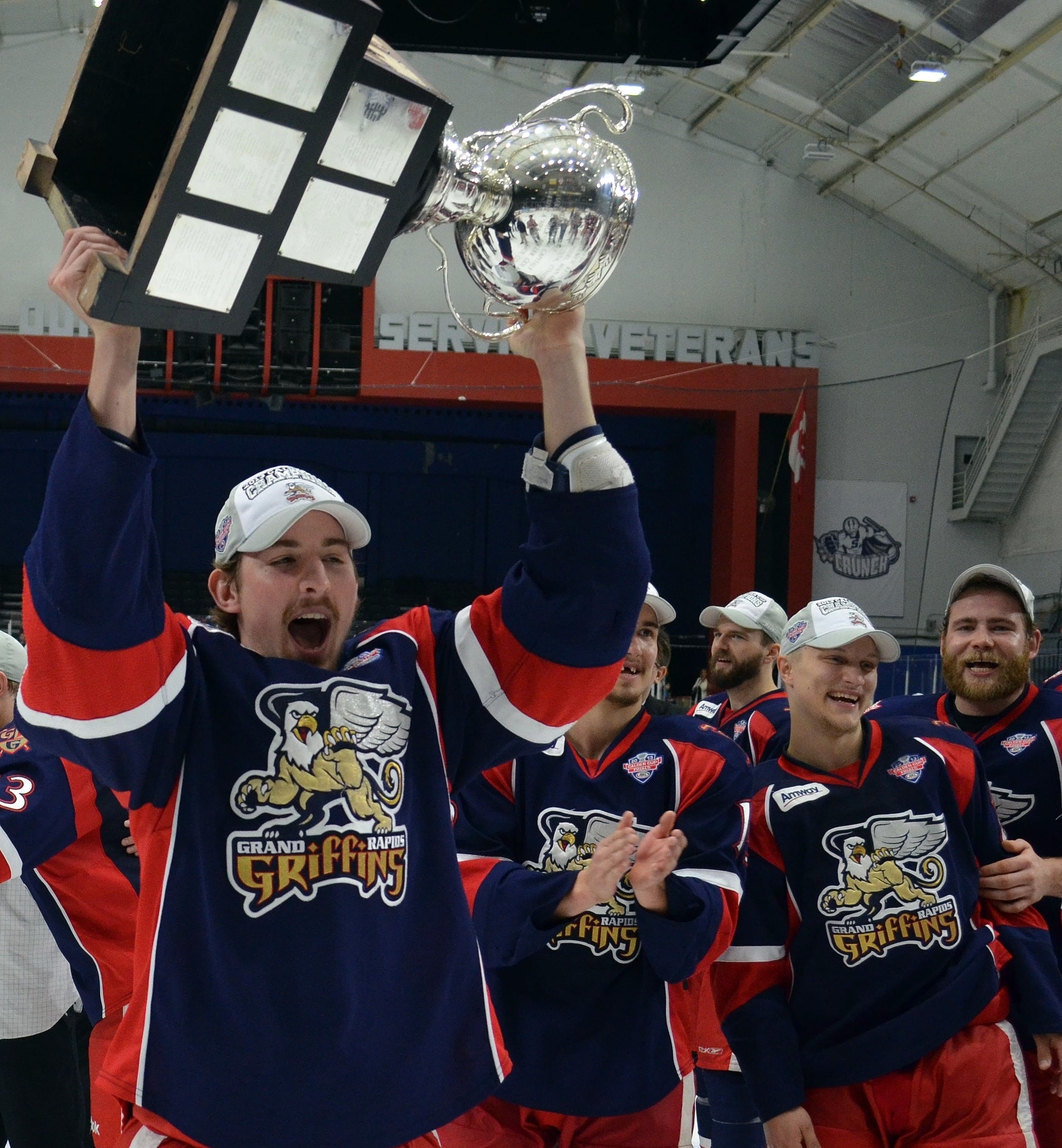
Almqvist mit dem Calder Cup (2013)

Stand: Ende der Saison 2024/25

### International
Vertrat Schweden bei:
- Ivan Hlinka Memorial Tournament 2008

(Legende zur Spielerstatistik: Sp oder GP = absolvierte Spiele; T oder G = erzielte Tore; V oder A = erzielte Assists; Pkt oder Pts = erzielte Scorerpunkte; SM oder PIM = erhaltene Strafminuten; +/− = Plus/Minus-Bilanz; PP = erzielte Überzahltore; SH = erzielte Unterzahltore; GW = erzielte Siegtore; 1 Play-downs/Relegation; Kursiv: Statistik nicht vollständig)